# Thierry Bisch
Pour les articles homonymes, voir Bisch.
Thierry Bisch, né en 1953 à Strasbourg dans une famille d'industriels, est un artiste français.

## Biographie
Son arrière-grand-père, le peintre lyonnais Louis Janmot (1814-1892) eut une influence évidente dès sa plus tendre enfance. Voyages à travers les pays de l'Est et le Moyen-Orient après le baccalauréat.
Il s'installe à Toulouse en 1978. École des Beaux-Arts, il se passionne pour le dessin et le modèle vivant.
En 1984, débarque à Paris. Cofondateur du label rock indépendant « Réflexes », il participe également au graph-art magazine Zoulou. En 1986, écrit et produit un film sur le styliste Thierry Mugler pour la naissante Canal+.
Devient l'assistant personnel de Thierry Mugler pour la photographie et les projets spéciaux qui les mèneront en Russie, en Chine, en Afrique aux États-Unis. Depuis les Beaux-Arts de Toulouse, ne s'est jamais arrêté de dessiner. En 1989, poussé par Thierry Mugler, il passe à l'acte. Jusqu'en 1995, il ne peint que des enfants et vit de commandes.
Thierry Bisch est artiste résident à l'hôtel Lutetia de 2001 à 2014.
À partir de 2004, ses portraits animaliers ont acquis une renommée internationale.
En janvier 2007, il est nommé au grade de chevalier dans l'Ordre des Arts et des Lettres.
En 2008, il est avec la Liste rouge de l'UICN l'instigateur de l'opération Les Murs de l'Arche.
En 2012, il participe à la création du projet  "Blaye, Ville Galerie", dont il assure la direction artistique.
En 2016, il engage, avec le soutien de la Fondation Prince-Albert-II-de-Monaco, la campagne "Delete?" destinée à sensibiliser les populations urbaines aux dangers de l'extinction des espèces sauvages.

## Distinctions
- Chevalier de l'ordre des Arts et des Lettres (2007)

## Sources
- 1999 - « La comédie trans-humaine », L'Évènement,‎ 20 mai 1999
- 2000 - « L'arbre de Noël de Thierry Bisch ... », Le Figaro Magazine,‎ décembre 2000 (ISSN 0184-9336)
- 2003 - Monographie Thierry Bisch (1990-2002) Éditions Enrico Navarra
- 2003 - Agathe Godard, « Katoucha découvre "Art-dealers" de Thierry Bisch », Paris Match,‎ 17 avril 2003 (ISSN 0397-1635)
- 2009 - IUCN- Species-News 02 March 2009
- 2010 - Michèle Méreau, « Des portraits d'enfants jusqu'au lapin rose », Sud-Ouest,‎ 2 août 2010 (ISSN 1760-6454, lire en ligne)
- 2010 - « Sclérose en plaques », Le JDD,‎ 12 mars 2010 (ISSN 0242-3065, lire en ligne)
- 2011 - Barbara Divry, « Lieux d'artistes : Drôles de trophées », Maison Côté Ouest,‎ décembre 2011, p. 40,41 (ISSN 1252-2570)
- 2012 - Araki Nobuyoshi, « dear FLOWERS : The Bloom of color », HUGE-MAGAZINE - Japan http://www.hugemagazine.jp, Kodansha Tokyo,‎ janvier 2012, p. 79
- 2013 - Michèle Méreau, « Les murs ont des couleurs », Sud-Ouest,‎ 10 mai 2013, p. 16 (ISSN 1760-6454, lire en ligne)
- 2013 - Nicolas César, « L'art contemporain fait revivre les devantures délaissées », Sud-Ouest,‎ 11 juillet 2013, p. 19 (ISSN 0242-6056, lire en ligne)
- 2013 - Michèle Méreau, « Galerie unique en France », Sud-Ouest,‎ 19 juillet 2013, p. 20 (ISSN 1760-6454, lire en ligne)
- 2016 - Joëlle Deviras, « Fondation Albert II: il peint pour sauver les animaux », Monaco-Matin,‎ 10 juin 2016, p. 3 (ISSN 0224-5477, lire en ligne [PDF])